# Antsla
Antsla är en stad i sydöstra Estland och centralort i Antsla kommun. Den ligger i landskapet Võrumaa, 210 km sydost om huvudstaden Tallinn. Antsla ligger 85 meter över havet och antalet invånare är 1 402.
Antsla ligger utmed järnvägen mellan Valga och Võru (och vidare till Petseri på andra sidan ryska gränsen).